# Fernando García
Fernando García (født 4. juli 1930 i Santiago Chile) er en chilensk komponist.
García studerede hos bl.a. Juan Orrego-Salas. Han er seriel i sin kompositoriske stil, og var med til at få elektronisk musik frem i Chile. 
Han har skrevet én symfoni, orkestermusik, kammermusik, balletmusik etc.

## Udvalgte værker
- Symfoni (1960) - for orkester
- "Variationer for orkester" (1959) - for orkester
- "Mysterier" (1998) - for orkester
- "Fra nord til syd" (2013) - for trommesæt og orkester